# Björn Moschinski

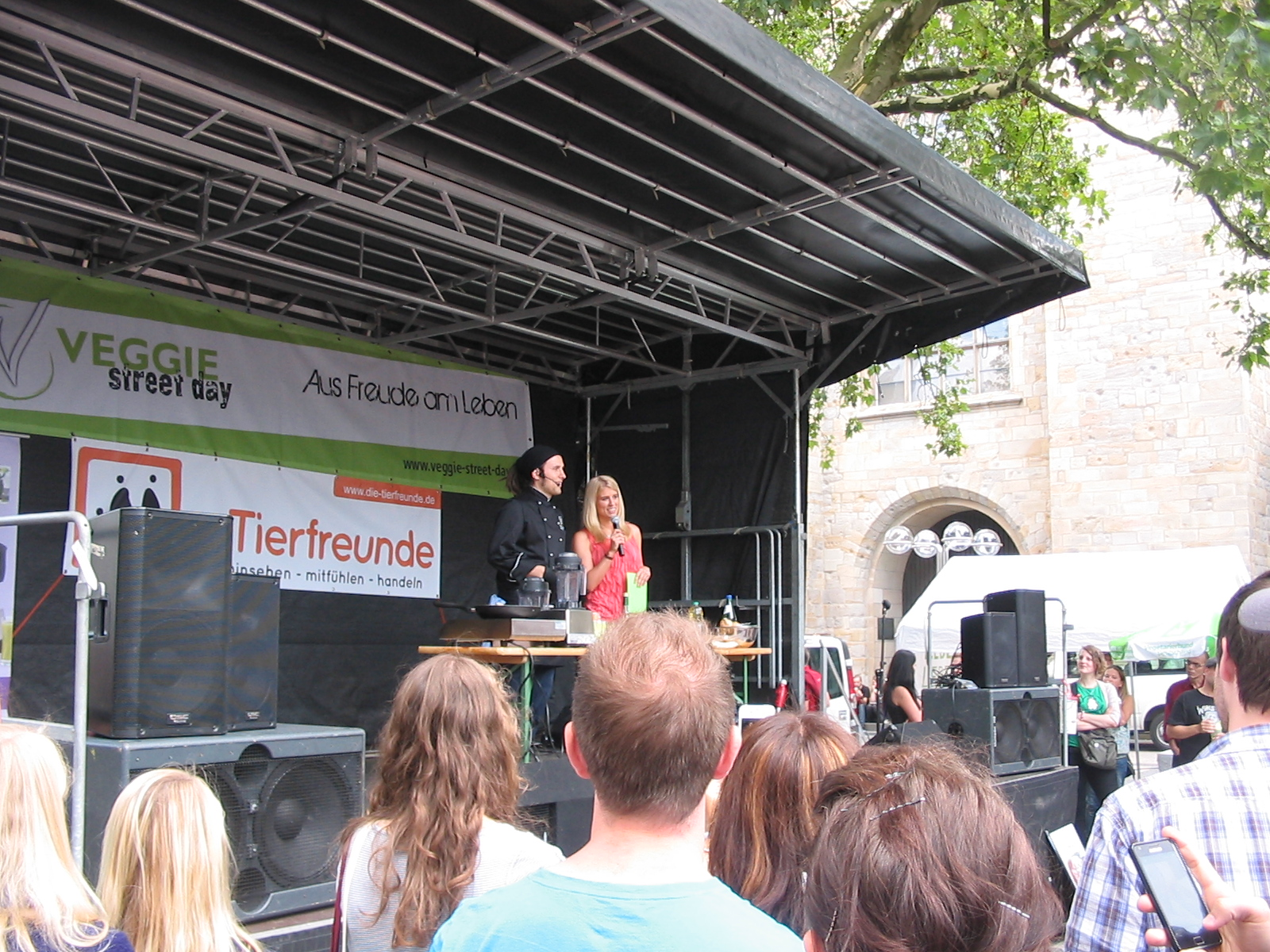
Björn Moschinski auf dem Veggie Street Day, Dortmund 2012

Björn Moschinski (* 1979 in der DDR) ist ein deutscher veganer Koch, Autor und Tierrechtsaktivist. Bis März 2015 war er Inhaber des veganen Restaurants MioMatto in Berlin.

## Leben
Björn Moschinski machte 1998 einen Abschluss als Energieelektroniker und 2002 einen Abschluss als Mediengestalter. Von 2001 bis 2005 arbeitete er als Caterer und kochte dabei bei Filmsets, großen Veranstaltungen, Konzerten, Firmenfeiern und privaten Festen mit rein pflanzlichen Zutaten. 2008 eröffnete er das vegane Gourmet-Restaurant La Mano Verde in Berlin, in dem er als Chefkoch arbeitete. 2009 war er als erster veganer Koch im Magazin Der Feinschmecker. 2011 eröffnete er mit Partnern das vegane Restaurant Kopps, welches im selben Jahr ebenfalls im Magazin Der Feinschmecker Erwähnung fand. 2013 eröffnete er das MioMatto in Berlin-Friedrichshain. Moschinski ist mehrfach im Fernsehen als Experte für veganes Kochen aufgetreten. 2018 war er im Tierrechtsfilm Citizen Animal – A Small Family’s Quest for Animal Rights zu sehen.

## Werke
- Vegan kochen für alle. Südwest, München 2011, ISBN 978-3-517-08777-1.
- Hier & jetzt vegan: Marktfrisch einkaufen, saisonal kochen. Südwest, München 2013, ISBN 978-3-517-08825-9.
- Vegan backen für alle: Über 70 süße & herzhafte Rezeptideen. Südwest, München 2014, ISBN 978-3-517-09250-8.
- "Vegan quick and easy: Über 60 Blitzrezepte." Südwest, München 2015, ISBN 3-641-16949-6
- Mitwirkung an: Ab heute vegan. Lebe glücklich ohne Tierprodukte. Tonträger. DAV, Berlin 2014, ISBN 978-3-86231-387-7.